# Кузнецов, Константин Матвеевич
Константин Матвеевич Кузнецов (10 [23] июля 1902, Санкт-Петербург — 1977, Ленинград) — советский военно-морской деятель, контр-адмирал (1944).

## Биография
Член РКП(б) с 1923. В РККА служил с 1921 года, принимал участие в Гражданской войне в составе частей особого назначения (ЧОН). В РККФ с марта 1922 как краснофлотец Архангельского флотского полуэкипажа Северного флота. С июня 1922 — в 1-й объединённой школе МСЧМ в Севастополе, с марта 1923 — минёр минного заградителя «1 мая» МСЧМ, с октября 1923 вернулся курсантом 1-й объединённой школы, с марта 1924 — уже старший минёр того же судна.
С июля 1924 — курсант Военно-морского училища им. М. В. Фрунзе.
С октября 1927 исполнял должность штурмана подводной лодки «Марксист», с октября 1929 по октябрь 1930 — слушатель специальных классов командного состава. С мая 1930 — старший помощник командира, с мая 1931 — командир подводной лодки «Шахтёр» МСЧМ. С ноября 1932 — командир подводной лодки «Щ-105» Тихоокеанского флота.
С октября 1934 — командир дивизиона, с апреля 1936 — начальник штаба, с сентября того же года — исполняющий должность командира 2-й бригады подводных лодок Тихоокеанского флота. С апреля 1937 — начальник 7-го отделения штаба Тихоокеанского флота, с декабря — командир 1-й бригады подводных лодок того же флота. С мая 1939 — командир учебного отряда подводного плавания при учебном отряде подводных лодок Черноморского флота. С августа 1939 исполнял должность командира, с 2 февраля 1940 утверждён командиром 1-й бригады подводных лодок Краснознамённого Балтийского флота.
С 13 мая 1941 — заместитель начальника управления по подводному флоту управления боевой подготовки, с 26 января 1943 — заместитель начальника управления подводного плавания НКВМФ. В дальнейшем с того же года командует Осиновецкой военно-морской базой при Ладожской военной флотилии. С 27 ноября 1944 до 1946 — командир Либавской военно-морской базы Юго-Западного морского оборонительного района Краснознамённого Балтийского флота.
С 1946 — начальник Ленинградского военно-морского подготовительного училища. С 1947 — начальник Высшего военно-морского училища им. М. В. Фрунзе, с 1951 — заместитель начальника Военно-морской академии им. К. Е. Ворошилова. С 1953 по 1955 — начальник Высшего военно-морского училища подводного плавания.
С 1956 в запасе.
Похоронен на Серафимовском кладбище Санкт-Петербурга.